# リ・ギョンオク
リ・ギョンオク（英語: Li Gyong Ok、1975年8月15日 - ）は、北朝鮮出身の女性フィギュアスケート選手（女子シングル）。1992年アルベールビルオリンピック北朝鮮代表。北朝鮮の女子シングル選手がオリンピックに出場するのは、1988年のカルガリーオリンピックに出場したキム・ソンソクに続いて2人目である。

## 主な戦績
| 大会/年            | 1990-91 | 1991-92 |
| ------------------ | ------- | ------- |
| 冬季オリンピック   |         | 27      |
| 世界ジュニア選手権 | 31      |         |